# John Hennessy (Erzbischof)
John Hennessy (* 29. August 1825 in Bulgaden, County Limerick, Irland; † 4. März 1900 in Dubuque, Iowa, Vereinigte Staaten) war ein irischer römisch-katholischer Geistlicher in den Vereinigten Staaten. Er war von 1866 bis 1893 Bischof und anschließend bis zu seinem Tod Erzbischof von Dubuque.

## Leben
Hennessy begann seine Studien in Dublin, ehe er sie nach seiner Emigration in die Vereinigten Staaten u. a. in Cape Girardeau, Missouri, fortsetzte. Am 1. November empfing er die Priesterweihe für das Erzbistum Saint Louis.
Am 24. April 1866 wurde er als Nachfolger von Clement Smyth zum Bischof von Dubuque ernannt. Die Bischofsweihe spendete ihm am 30. September desselben Jahres der Erzbischof von Saint Louis, Peter Richard Kenrick; Mitkonsekratoren waren John Martin Henni, Bischof von Milwaukee, und James Duggan, Bischof von Chicago.
Mit der Erhebung des Bistums zum Erzbistum mit Metropolitansitz wurde Hennessy am 17. Juni 1893 zum Erzbischof. Er starb noch im Amt am 4. März 1900 im Alter von 74 Jahren.